# Моржевидные дельфины
Моржевидные дельфины, или одобеноцетопсы (лат. Odobenocetops), — род вымерших китообразных из парвотряда зубатых китов, единственный в семействе одобеноцетопсид (Odobenocetopsidae). Ископаемые остатки найдены на территории Перу и Чили в верхнемиоценовых (11,62—5,33 млн лет назад) отложениях. Отличались своими необычными клыками.

## Описание

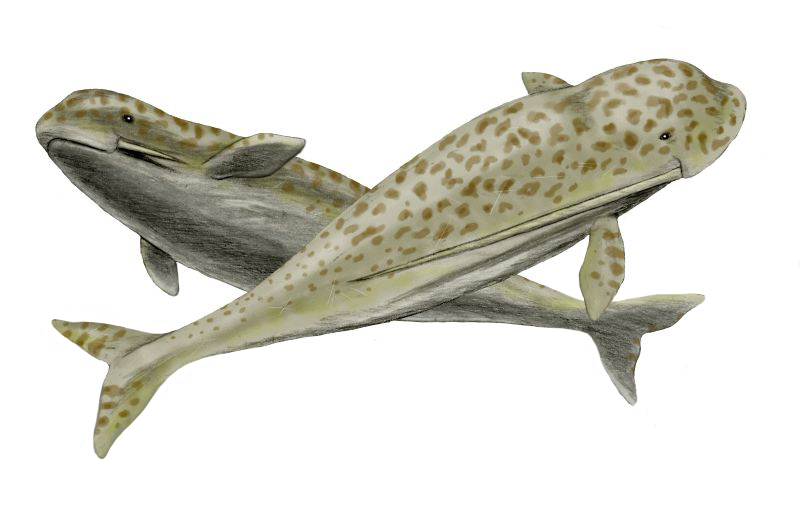
Реконструкция O. leptodon

Представитель рода внешне похож на нарвала. Предполагается, что он был длиной около 2,1 м и весил от 150 до 600 кг. Из строения шеи видно, что она была очень гибкой и моржевидный дельфин мог повернуть голову более чем на 90°. Это, в сочетании с широкой мордой, похожей на морду моржа, свидетельствует о том, что питался у дна моллюсками, высасывая их из раковин мощным языком.

### Бивни
Возможно, самым неожиданным открытием стало то, что у самца вида O. leptodon один бивень был существенно длиннее другого. Поскольку известен только один череп самца O. leptodon, нельзя утверждать, что так было у всех самцов этого вида. Будучи очень хрупким, бивень, вероятно, был расположен параллельно туловищу. Он мог использоваться для поиска пищи как орган чувств, как бивни современных нарвалов. Даже если они тесно связаны с этими примитивными китами, эти бивни являются результатом конвергентной эволюции.

## Классификация
По данным сайта Paleobiology Database, на июль 2020 года в род включают 2 вымерших вида:
- Odobenocetops leptodon Muizon et al., 1999
- Odobenocetops peruvianus Muizon, 1993typus